# László Böcskei

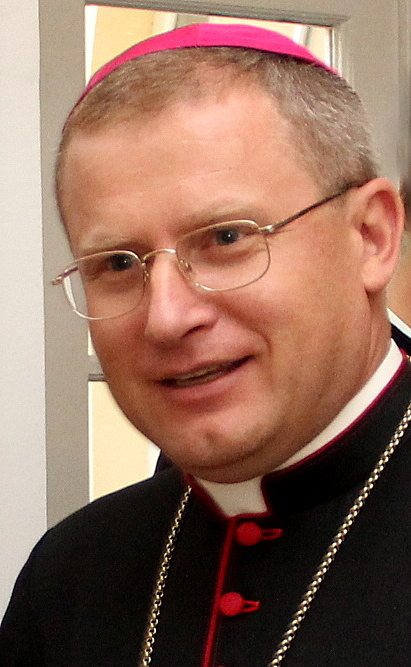
László Böcskei

László Bőcskei (* 11. Juli 1965 in Gătaia) ist ein rumänischer Priester und Bischof des Bistums Oradea Mare.

## Leben

Wappen von László Böcskei

Der Bischof von Timişoara, Sebastian Kräuter, weihte ihn am 24. Juni 1990 zum Priester. Papst Benedikt XVI. ernannte ihn am 23. Dezember 2008 zum Bischof von Oradea Mare. 
Die Bischofsweihe spendete ihm der Bischof von Timișoara, Martin Roos, am 7. März des nächsten Jahres; Mitkonsekratoren waren Ioan Robu, Erzbischof von Bukarest, und Balázs Bábel, Erzbischof von Kalocsa-Kecskemét. 